# Graja de Campalbo
Graja de Campalbo – gmina w Hiszpanii, w prowincji Cuenca, w Kastylii-La Mancha, o powierzchni 22,3 km². W 2011 roku gmina liczyła 107 mieszkańców.